# Рисоопытный
Рисоо́пытный — посёлок в Красноармейском районе Краснодарского края.
Входит в состав Октябрьского сельского поселения.

## Население
| 2002 | 2010  |
| ---- | ----- |
| 1134 | ↗1168 |

## Улицы
| - ул. Дружбы, - ул. Зелёная, - ул. Комсомольская, - пер. Комсомольский, | - пер. Мира, - ул. Мира, - ул. Набережная, - ул. Новая, | - ул. Пролетарская, - ул. Садовая, - ул. Спортивная, - ул. Центральная. |